# Шахтанія
Шахтанія — річка в Україні, у Томашпільському районі Вінницької області. Права притока Яланки (басейн Дністра).

## Опис
Довжина річки 5 км, площа басейну - 15,7 км². Впадає у Яланку за 22 км. від її гирла.

## Розташування
Бере початок на північно-східній околиці Гнатківа. Тече переважно на південний захід і на західній стороні від Нетребівки впадає у річку Яланку, праву притоку Марківки.